# 성남도시개발공사
성남도시개발공사는 경기도 성남시에 있는 지방 공기업이다.

## 연혁
- 1997년 5월 1일 공단설립 및 업무개시(공영주차장, 불법 주정차차량 견인).